# Campagne Märchligen

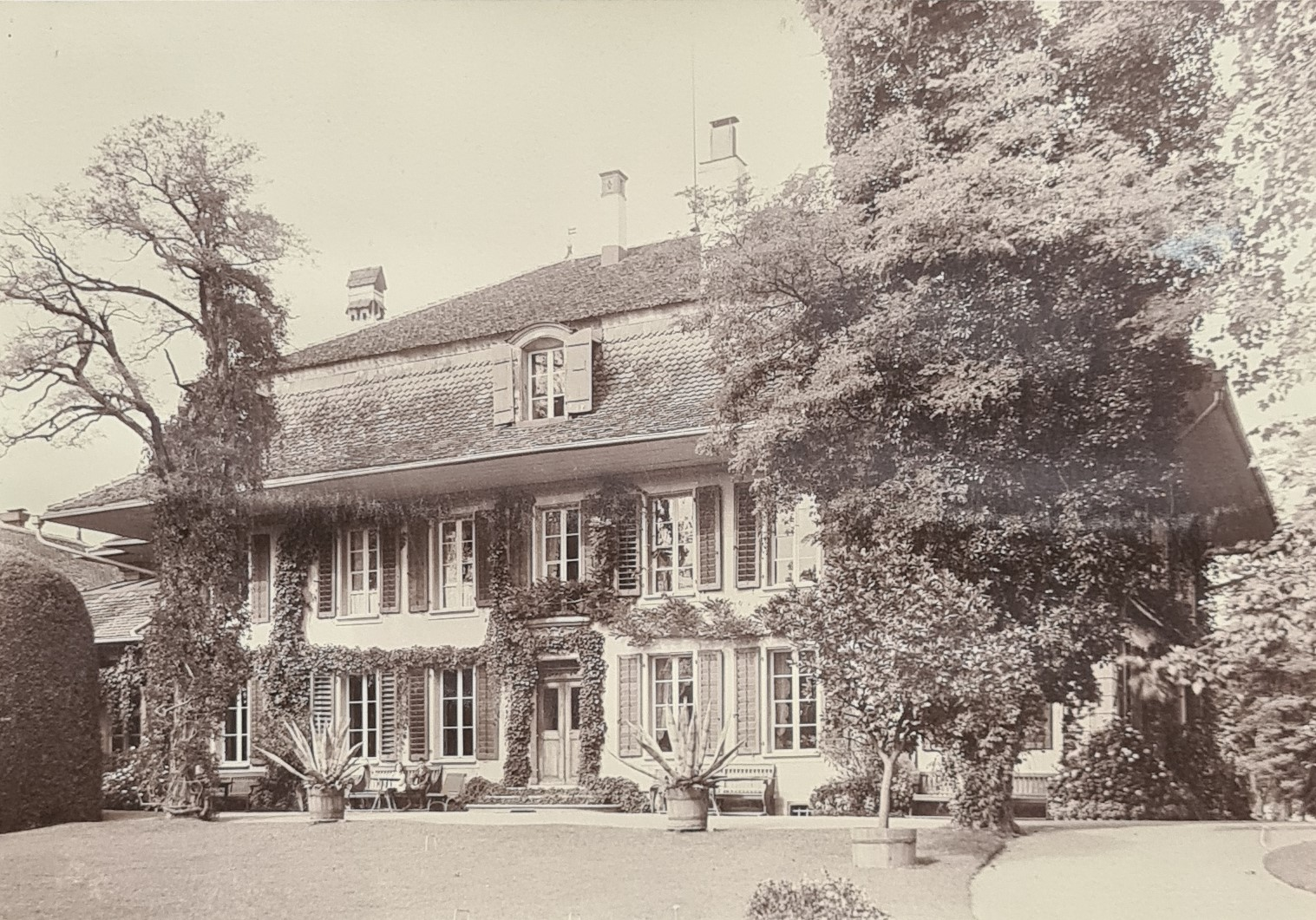
Campagne Märchligen, Fotografie von Albert Stumpf (um 1900)

Die Campagne Märchligen ist ein Landsitz in der Gemeinde Allmendingen im Kanton Bern.

## Geschichte
Samuel Morlot kaufte 1723 das Gut Märchligen von seinem Bruder Abraham Morlot und liess die Campagne erbauen. Bereits 1724 kaufte David Gruner das Herrenhaus. Seine Erben verkauften Märchligen 1765 an Beat Rudolf Tscharner. Ein Jahr später wurde Beat Ludwig Steiger neuer Besitzer. Dieser wiederum vererbte die Campagne seinem Neffen Karl Friedrich Steiger. 1805 ging Märchligen durch Kauf an Friedrich Ludwig von Sinner. In der nächsten Generation übernahm Friedrich Karl Rudolf von Sinner durch Erbauskauf das Herrenhaus. Er wiederum vererbte Märchligen seiner Tochter Charlotte Amalie Cécile von Sinner, verheiratet mit Charles Calvert Eden, Sekretär der Britischen Botschaft in Bern. Morton Frederick Eden (1865–1948), Cousin zweiten Grades von Anthony Eden, erbte Märchligen 1931 von seiner Mutter und schenkte es 1946 seinem Sohn Robert Charles Frederick Eden (1916–2014).
Rudolf von Tavels 1922 erschienener Roman D’Haselmuus. E Gschicht us em Undergang vom alte Bärn spielt in weiten Teilen in der Campagne Märchligen, die von der fiktiven Besitzerfamilie Ryhiner mit ihrer Ziehtochter Madeleine Herport bewohnt wird.